# P/2019 A1 (PANSTARRS)
Pour les articles homonymes, voir Pan-STARRS et Comète PANSTARRS.
P/2019 A1 (PANSTARRS) est une comète périodique, actuellement quasi-satellite de Jupiter.